# Desaer ATL-100
O DESAER ATL-100, sigla em português para "Avião de Transporte Leve", é um projeto de avião turboélice bimotor multipropósito, de asa alta e que se encontra em desenvolvimento pela DESAER, no Brasil.

## Desenvolvimento
Em 25 de setembro de 2020 foi criada uma joint-venture entre a brasileira DESAER e a portuguesa CEIIA - Centro de Engenharia e Desenvolvimento, com a finalidade de produzir as aeronaves em Évora, em Portugal .
Em março de 2021, a DESAER anunciou a construção de uma unidade fabril em Araxá, estado de Minas Gerais, com o início das obras previstas para o segundo semestre. A fábrica terá 96.570 m² de área construída, com investimento inicial de 80 milhões de reais, chegando a 120 milhões de reais em 2023. O terreno tem 277.870,00 m² e está ligado ao Aeroporto Romeu Zema. Ali também será a nova sede e unidade administrativa da empresa.
A unidade terá capacidade de produzir quatro aeronaves por mês e gerará 1 250 empregos, entre diretos e indiretos.

## Design
O ATL-100 é um avião não-pressurizado, bimotor, asa alta e utilitário, com trem de pouso fixo triangular, com uma rampa de carga e peso máximo de decolagem de 19.000 lb (8.6 t). Poderá carregar 19 passageiros ou 3 LD3 contêineres, operando em pistas não pavimentadas e curtas, com pouco ou nenhum apoio de solo, devendo ser de fácil manutenção e baixos custos de operação. A ideia dos projetistas é que a aeronave, além de servir para o transporte de passageiros, possa ser rapidamente convertida em transporte aeromédico, transporte de tropas ou paraquedistas, patrulha e vigilância.

## ATL-100H
O ATL-100H é uma variante do original que adiciona dois motores elétricos de popa magniX magni350 à configuração. Seu papel é fornecer impulso adicional, principalmente para decolagem e escalada. Cada motor de 111,5 kg (246 lb) oferece 350 kW/1.610 Nm (1.188 pés lb) de torque contínuo máximo. A empresa alegou que reduziria o consumo de combustível em 25-40% e diminuiria os níveis de ruído de decolagem.

## Especificações
Descrições gerais
- Tripulação: 2
- Capacidade: 2.5 t (5,550 lb) / 19 passageiros / 3 LD3
- Comprimento: 16 m (52 ft)
- Envergadura: 20 m (66 ft)
- Altura: 6 m (20 ft)
- Peso de decolagem: 8,618 kg (19,0 lb)

Motorização
- Tipo do motor: 2 x turboprop , 750 kW cada

Performance
- Velocidade máxima: 428 km/h (266 mph)
- Velocidade de cruzeiro (Mach): 380 Ma
- Alcance: 3,700 km (2,30 mi)
- Tecto de serviço: 7,620 m (25,0 ft)